# Атенанго-дель-Рио
Атенанго-дель-Рио (исп. Atenango del Río) — город в муниципалитете Атенанго-дель-Рио в Мексике, входит в штат Герреро. Население 2524 человека.